# KQFN
KQFN (1580 AM) é uma estação de rádio comercial licenciada para Tempe, Arizona e servindo a área metropolitana de Phoenix. É propriedade da CRC Broadcasting Company, Inc., e transmite um formato de rádio All-Sports com a marca "The Fanatic". A programação matinal e vespertina durante a semana vem de apresentadores locais, com Jim Rome, distribuído nacionalmente, ouvido ao meio-dia, e programação da BetQL Audio Network, CBS Sports Radio e Vegas Stats & Information Network (VSiN) noites e fins de semana.
Os estúdios e escritórios ficam na East Evans Road, em Scottsdale. O transmissor está localizado na North 38th Avenue, perto da West Indian School Road, em Phoenix.
A estação pertencia à ABC para seu formato Radio Disney, como KMIK, e operava com a potência máxima permitida pela Comissão Federal de Comunicações para estações AM comerciais, 50.000 watts 24 horas por dia. Mas em outubro de 2015, enquanto estava sendo vendida, a emissora ficou fora do ar. Ela voltou ao ar sob nova propriedade em 13 de fevereiro de 2017 e agora é transmitida simultaneamente em dois tradutores de FM, K257CD em Phoenix, operando em 99,3 MHz e K240EU em Tempe, em 95,9 MHz. Além disso, a estação AM agora reduz drasticamente sua potência à noite para 95 watts, usando uma antena não direcional, em vez do complicado conjunto de torres múltiplas de antena direcional anterior, necessário para manter sua antiga potência noturna de 50.000 watts.
1580 AM é a frequência de canal claro canadense, na qual CKDO em Oshawa, Ontário é a estação Classe A dominante. Não há outras estações Classe A nesta frequência na América do Norte.